# Czerwonoiwaniwka
Czerwonoiwaniwka (ukr. Червоноіванівка) – wieś na Ukrainie, w obwodzie dniepropetrowskim, w rejonie kamjańskim, w hromadzie Krynyczky. W 2001 liczyła 858 mieszkańców, spośród których 786 wskazało jako ojczysty język ukraiński, 59 rosyjski, 1 mołdawski, 1 węgierski, 4 białoruski, 1 ormiański, a 6 inny.